# Miguel Corte-Real
Miguel Corte-Real (* um 1450(?); † nach 1502) war ein portugiesischer Seefahrer, Sohn von João Vaz Corte-Real.
Miguels Bruder Gaspar Corte-Real verschwand 1501 mit seiner Karavelle auf einer Entdeckungsreise in nordamerikanischen Gewässern. Miguel kommandierte zu dieser Zeit im Sommer 1501 ein Schiff, das König Manuel der Republik Venedig schickte, zur Unterstützung im Kampf gegen die Türken.
Im Mai 1502 folgte Miguel, der die Reisen seines Bruders mitfinanziert hatte, mit drei Schiffen in diese Region, um ihn zu finden. König Manuel versprach ihm das Kapitanat für jedes neu entdeckte Land zu. Nachdem sich die Schiffe zur Suche getrennt hatten, kamen am 20. August nur zwei von ihnen an den vereinbarten Treffpunkt im Süden Neufundlands. Das Schiff von Miguel Corte-Real erschien nicht.
1503 wollte auch Vasco Añes Corte-Real nach seinen beiden Brüdern suchen, doch der König erlaubte ihm nicht die Fahrt, aus Angst, auch er könne verschwinden. Zwei ausgesandte Schiffe blieben bei der Suche erfolglos. Auch wenn er selbst nie dort war, bestand Vasco Añes auf seine Rechte auf Neufundland, die vom König auch mehrfach bestätigt wurden.
In Dighton (Massachusetts) fand man am Ufer des Taunton River einen Stein, der mit Kratzern, Zeichnungen und Inschriften übersät ist. Professor Edmund Burke Delabarre entzifferte im 20. Jahrhundert darauf „miguel cortereal v dei hic dux ind a d 1511“ und will ein Kreuz des Christusordens erkannt haben. Er sah daher in dem Stein einen Beleg dafür, dass Miguel Corte-Real der Häuptling eines lokalen Indianerstammes geworden und 1511 noch am Leben gewesen sei. Im 18. und 19. Jahrhundert hatten Forscher allerdings zuvor in der Inschrift Runen erkannt und erklärten den Stein als Beweis für die Anwesenheit von Wikingern. Es ist schwer zu klären, welche Gravuren authentisch sind und welche Fälschungen. So ist auch die angebliche Inschrift von Miguel Corte-Real umstritten.